# Дон Кихот (список балетов)
Наиболее известным балетом на сюжет «Дон Кихота» является произведение Минкуса и его вариации, см. Дон Кихот (балет). Однако, балеты по роману Мигеля Сервантеса «Дон Кихот Ламанчский» ставились и другими балетмейстерами и на другую музыку под разными названиями: «Don Quichotte», «Don Quixotte», «Свадьбы Гамаша», «Дон Кихот и Санчо Панса», «Дон Кихот Ламанческий», «Портрет Дон Кихота».

## Дон Кихот на музыку разных композиторов

### Автор неизвестен
- 1740 год — Первая постановка в Австрии, Вена, балетмейстером Ф. Хильфердингом

### Старцер—Новер
1768 год — балет «Дон Кихот» на музыку Жозефа Старцера поставил в Вене балетмейстер Жан Новер.Художник Л. Боке.

### Лефевр-Милон
- композитор Лефевр — балетмейстер Милон

18 января 1801 года — под названием «Свадьбы Гамаша» (Les Noces de Gamache), Парижская Опера, балетмейстер Л. Ж. Милон. Дон Кихот — Ж. П. Омер, Китри — С. Шевиньи, Базиль — О. Вестрис, Санчо Панса — Ш.Бопре, Гамаш — Ж.Лебель. 
 Эта постановка просуществовала на сцене Парижской Оперы приблизительно 20 лет и неоднократно возобновлялась другими балетмейстерами в разных театрах: 
- во Франции: там же в Парижской Опере была возобновлена Люсьеном Петипа; 
- в России:
- 22 января 1834 года в Большом Каменном театре в Петербурге балетмейстером А. Блашем по Милону, под названием «Дон Кихот и Санчо Панса». Партию Китри исполнила В. А. Зубова; 
- 24 января 1835 года в Московском Большом театре Вержинией Гюллень-Сор (по Милону), которая исполнила главную партию Китри. Художники И. Браун, И. Иванов, дирижёр Д. П. Карасёв.

### Венюа—Дидло
Балет «Дон Кихот» в 2 актах, на музыку Антуана Венюа был поставлен в Петербургском Большом Каменном театре 

27 мая 1808 году — балетмейстером Шарлем Дидло; а также в Лондоне в 1809 году — балетмейстером Ж. д’Эгвиль.

### Цинк —Бурнонвиль
Балет в 3 актах «Дон Кихот» поставленный балетмейстером Августом Бурнонвилем на музыку композитора Цинка 

в 1837 году в Датском Королевском балете Копенгагена

### Г. Петрасси— А. Миллош
1947 год — под названием «Портрет Дон Кихота», композитор Гофредо Петрасси, Балет Елисейских полей, Париж, балетмейстер А. Миллош; исполнители — Ж. Бабиле и Н. Филиппар.

### Л. Шпис—Т. Гзовская
1949 год — «Дон Кихот» в 5 картинах поставлен в Берлинской опере на музыку Людовика Шписа. Балетмейстер и сценограф Татьяна Гзовская, художник П. Шрекер, дирижёр — Л. Шпис. В роли Терезины-Дульсинеи М. Фрис, Дон Кихота — В. Холлен, Санчо Панса — М. Пилло.

### Штребингер— П. Тальони
в 1850 году балетмейстер П. Тальони поставил балет в Берлине на музыку Йозефа Штребингера

### Герхард—Нинетт де Валуа
1950 год — «Дон Кихот» в 5 сценах на музыку Р. Герхарда на труппу «Сэдлерс-Уэллс балле», «Ковент-Гарден» поставила в Лондоне балетмейстер Нинетт де Валуа, она также работала над сценографией спектакля, художником которого был Э. Бурра. В ролях: Дон Кихот — Р. Хелпмен, Алдонца Лоренца-Дульцинея — Марго Фонтейн, Санчо Панса — А. Грант, Цирюльник — Р. Поуэлл.

### Ж. Ибер—Серж Лифарь
1950 год — Спектакль под названием «Странствующий рыцарь» на музыку Жака Ибера представлен в Опера Гарнье, балетмейстер Серж Лифарь.

### Я. Доубрава— Й. Нермут
В 1957 году в чешском городе Брно состоялась премьера балета в 3 актах Дон Кихот". Музыка — Ярослав Доубрава, балетмейстер Й. Нермут. Сценография — Й. Бахтик. Художник Й. Адамичек. Дирижёр Й. Пинкас. В главных партиях — К. Толар, М. Хойдони, В. Авратова, В. Вагнерова.

### Набоков—Баланчин
28 мая 1965 года Джордж Баланчин впервые поставил многоактный балет в трёх актах и пяти картинах, на музыку композитора Николая Набокова в «Нью-Йорк Сити балет», «Стейт тиэтр». Художник Э. Франсе. В партии Дульцинеи — Сюзанн Фаррелл. Дон Кихот — Р. Рапп, , Санчо Панса — Д. Ламон.
- до премьеры — 27 мая 1965 года, на благотворительном спектакле партию Дон Кихота исполнил Джордж Баланчин.